# Bumerang (program publicystyczny)
Bumerang – program publicystyczny emitowany przez telewizję Polsat w latach 1998–2007 oraz przez Polsat News od 2008 do 2009 roku.
Program prowadzony był przez Marka Markiewicza z udziałem dziennikarzy i medioznawców. Najczęściej byli to Maciej Iłowiecki i Tomasz Wróblewski, a gościnnie także: Maciej Rybiński, Michał Karnowski, Piotr Zaremba oraz Dariusz Szymczycha do czasu nominacji do kancelarii prezydenta Kwaśniewskiego. W audycji omawiano, w oparciu o wybrane fragmenty programów informacyjnych z ostatniego tygodnia, błędy i niedostatki warsztatu pracy dziennikarzy. Uczestnicy programu poszukiwali najlepszej wersji przedstawienia i komentowania informacji, starali się określić zasady poprawnej pracy dziennikarskiej, wskazywali na skutki błędów dziennikarskich i ich znaczenie dla opinii publicznej.
Program trwał około pół godziny i emitowany był w poniedziałki po północy (powtórki w stacji Polsat 2 we wtorki o 5:00, 12:30 oraz 20:30), a w Polsat News nadawany był od poniedziałku do piątku o godz. 22:00. Bumerang był kontynuacją powstałego w 1995 programu publicystycznego „Sztuka Informacji”, który był autorskim programem Marka Markiewicza.